# Dīzīn Kolā
Dīzīn Kolā (persiska: ديزين كلا) är en ort i Iran.   Den ligger i provinsen Mazandaran, i den norra delen av landet, 90 km nordost om huvudstaden Teheran. Dīzīn Kolā ligger 659 meter över havet och antalet invånare är 601.
Terrängen runt Dīzīn Kolā är bergig åt sydväst, men åt nordost är den kuperad. Runt Dīzīn Kolā är det ganska glesbefolkat, med 39 invånare per kvadratkilometer. Närmaste större samhälle är Tashkūh-e Soflá, 18,9 km norr om Dīzīn Kolā. I omgivningarna runt Dīzīn Kolā växer i huvudsak blandskog.